# Angelo Spinillo
Angelo Spinillo (Sant'Arsenio, 1 de mayo de 1951) es un obispo italiano.

## Vida y carrera
Obtuvo una licenciatura en teología profético pastoral en la Facultad Teológica Pontificia del Sur de Italia.
El 15 de julio de 1978 fue ordenado sacerdote por el obispo Umberto Altomare.

### Obispo
El 18 de marzo del 2000 fue elegido obispo de Teggiano-Policastro. En mayo 13 del mismo 2000, recibió la consagración episcopal de Michele Cardenal Giordano.
Es miembro de la Comisión Episcopal para la Vida y la Familia.
En 2006 cerró el sínodo diocesano con el tema " Los llamé amigos".
El 5 de junio del 2007, el museo diocesano de Teggiano reabreió después de un largo periodo cerrado. Ese mismo año, durante el cierre de la 18.º convención pastoral, el 19 de septiembre de 2007, comenzó el proceso diocesano de beatificación para su predecesor, Federico Pezzullo, obispo de Policastro.
En 2009 fundó la revista diocesana Mete.
En el mismo año defendió el trabajo de dos sacerdotes de su diócesis que habían entrado en conflicto con los parroquianos. Pasquale Pellegrino, de Torre Orsaia, había sido acusado injustamente de ser amante de mujeres de la región y Gianni Citro Lentiscosa había sido acusado de hacer una fiesta con sus parroquianos quienes más tarde quisieron correrlo luego de haberse inscrito en el Partido Democrático. El obispo recordó al padre Gianni Citro que la ley canónica limita las posibilidades del compromiso político de los párrocos.
El 15 de enero de 2011, fue elegido obispo de Aversa, sucediendo al arzobispo Mario Milano.
El 22 de mayo de 2012, fue elegido durante la 64.ª Asamblea General como vicepresidente, para el del sur, de la Conferencia Episcopal Italiana, quedando en dicha oficina durante cinco años.
El 3 de enero del 2013, se le otorgó la ciudadanía honoraria en Monte San Giacomo, una pequeña ciudad en la provincia de Salerno donde anteriormente había sido sacerdote parroquial desde 1983 hasta 1991. Desde aquel septiembre del mismo año también fue administrador apostólico de Caserta hasta el 18 de mayo del 2014.